# 松村景文
松村 景文（まつむら けいぶん、安永8年〈1779年〉 - 天保14年4月26日〈1843年5月25日〉）は、日本の江戸時代後期に活躍した絵師。

## 概要
本姓は源氏、名字は松村。初名は直治。景文は諱。字は士（子）藻、通称要人。号は華渓、呉春が亡くなった後は三果堂の号を継ぎ、画室の堂号とした。四条派の祖・呉春（松村月渓）の27歳差の異母末弟にして弟子で、早くから呉春について学んだ。四条に住み、妙法院に出仕した。
呉春の画風を受けつぎながらそれを一層洗練させ、デッサン力をしっかりと堅持しつつ、筆致は軽く、余白を増やし、柔和で淡白な作風が特徴である。より装飾的、耽美的になった景文の作品は、大衆層に床うつりが良い無難な掛物として非常な人気を得ることになった。景文の死後あまりに多くの贋作が世に出回ったため、これを憂いた門人、横山清暉、磯野華堂、富田光影、森義章、八木奇峰ら5名が互いに師の偽筆を作らないことを確認し合った弘化2年（1847年）の誓約書が残されている程である。ここで5名は、作品を書き損じや無落款のまま世間に出さないことを誓っているが、逆説的に考えると、無落款や書き損じでも世間に出せば師の作品と認められた事実を表しており、如何に彼らの様式・筆法が師に似ていたかを物語っている。
また、呉春が日本的山水画に長じたのに対して、景文は日本的花鳥画の写生を得意にした。同門の岡本豊彦と比較され、「花鳥は景文、山水は豊彦」と評された。四条派が日本画壇の中で大きな位置を占めるようになったのも、同門の岡本豊彦とともに景文の力が大きかったと思われ、四条派は呉春を経て景文によって様式が確立したといわれる。反面、景文の画風は大画面には不向きで、景文は呉春の一部分しか受け継ぐことが出来なかったと言える。
天保14年4月26日（1843年5月25日）に歿し、京都北山金福寺に呉春のそばに葬られた。

## 弟子・門下生
- 松村王文（常清、景文長男、弘化3年（1848年）東寺公人）
- 磯野華堂
- 上田公長

- 国分文友
- 菅其翠
- 須賀南渓
- 富田光影
- 鎌田景麟

- 中村西渓
- 西山芳園
- 長谷川玉峰
- 松川龍椿

- 森義章
- 八木奇峰
- 横山清暉
- 吉田公均

## 代表作
| 作品名                       | 技法         | 形状・員数      | 寸法（縦x横cm）   | 所有者                     | 年代                | 落款                                                                    | 備考 |
| ---------------------------- | ------------ | --------------- | ----------------- | -------------------------- | ------------------- | ----------------------------------------------------------------------- | --- |
| 四季草花図                   | 版画金地著色 | 1面             | 290.5x233.4       | 大津祭殺生石山柳町自治会   | 1801年（享和元年）  |                                                                         | 大津市指定文化。大津祭の曳山・殺生石山の屋根裏と軒下を飾る装飾画。金地に40種類の草花を、高価な岩絵具をふんだんに用いて描いた景文初期の力作。 |
| 玉路・山茶花図               |              |                 |                   | 智源寺（宮津市）           | 1811年（文化8年）頃 |                                                                         | 本堂寄合天井画。本堂の「白梅に小禽図」襖4面も同時期の作か                                                                                    |
| 長刀鉾軒裏絵（金地百鳥之図） | 絹本著色     | 12枚            | 410x66            | 長刀鉾保存会               | 1829年（文政12年）  |                                                                         | |
| 庭先図                       | 紙本墨画金彩 | 六曲一隻        | 155.5x358.2       | リンデン民族学博物館       | 1839年（天保10年）  | 款記「天保已亥冬日／還暦老人景文」/「景文之印」白文方印                 | |
| 宇治平等院図                 | 紙本著色     | 襖16面          |                   | 京都国立博物館             |                     |                                                                         | |
| 花鳥・鹿図                   | 紙本金地著色 | 二曲一双        | 各166.8x178.0     | 醍醐寺                     |                     | 款記「景文」                                                            | |
| 西湖図                       |              | 六曲一双        |                   | 金福寺                     |                     |                                                                         | |
| 四季花木図衝立               | 紙本著色     | 二曲衝立表裏4面 | 92x183            | 大聖寺門跡                 |                     | 款記「景文」/白文方印                                                   | |
| 菊花図                       | 絹本著色     | 三幅対          |                   | 逸翁美術館                 |                     |                                                                         | |
| 花鳥図屏風                   | 金地濃彩     | 六曲一双        |                   | 逸翁美術館                 |                     |                                                                         | |
| 花鳥図屏風                   |              |                 |                   | 大阪歴史博物館             |                     |                                                                         | |
| 箭竹図                       |              |                 |                   | 香雪美術館                 |                     | 款記「景文」/「源景文印」白文方印                                       | 西山完瑛の箱書が付属。 |
| 牡丹孔雀図                   | 紙本著色     | 1幅             |                   | 亀山本徳寺                 |                     |                                                                         | 大幅。 |
| 老松孔雀図                   | 紙本淡彩     | 1幅             | 173.0x92.7        | 個人                       |                     | 款記「景文寫」/「源景文印」・「士藻」印                                 | 山形県指定文化財 |
| 山水図屏風                   | 紙本墨画淡彩 | 六曲一双        |                   | 滋賀県立琵琶湖文化館       |                     |                                                                         | |
| 雪南天図襖                   |              |                 |                   | 滋賀県草津市本陣蔵         |                     |                                                                         | |
| 蓬莱山図                     |              |                 |                   | 和泉市久保惣記念美術館     |                     |                                                                         | |
| 花菖蒲図                     |              |                 |                   | 三重県立美術館             |                     |                                                                         | |
| 桃白鹿図                     | 絹本著色     | 1幅             | 107.3x41.0        | 黒川古文化研究所           |                     | 款記「景文」/「源景文印」白文方印                                       | |
| 芙蓉桑鳲図                   | 絹本著色     | 1幅             | 104.3x41.3        | 黒川古文化研究所           |                     | 款記「呉景文」/「源景文印」白文方印                                     | |
| 四季草花図屏風               | 紙本金地著色 | 六曲一双        | 69.5x264.0（各）  | 大倉集古館                 |                     | 款記「景文」/「源景文印」白文方印                                       | |
| 草花小禽図屏風               | 紙本金地著色 | 六曲一隻        | 153.5×354.0       | 東京富士美術館             |                     |                                                                         | |
| 春秋唐人物図                 |              |                 |                   | 千葉市美術館               |                     |                                                                         | |
| 春秋花鳥図屏風               | 紙本淡彩     | 六曲一双        |                   | 個人（大阪市立美術館寄託） |                     | 款記「景文」                                                            | |
| 春秋花鳥図屏風               | 紙本金地著色 | 六曲一双        |                   | 個人                       |                     |                                                                         | |
| 四季花鳥図屏風               | 紙本著色金彩 | 六曲一双        | 132.7x367.2（各） | リンデン民族学博物館       |                     | 各隻に款記「景文」/「景文之印」白文方印・第3,4扇上部に「塩」「□」朱文印 | |